# 彌陀漁港
彌陀漁港，或稱南寮漁港，是位於臺灣高雄市彌陀區南寮里的漁港，為由民國72年（1983年）始建，民國84年（1995年）完成興建並啟用之漁港。屬中華民國漁業署分類下的第二類漁港，主管機關為高雄市政府，而實際管轄者則為彌陀區漁會。

## 漁港歷史及現時概況

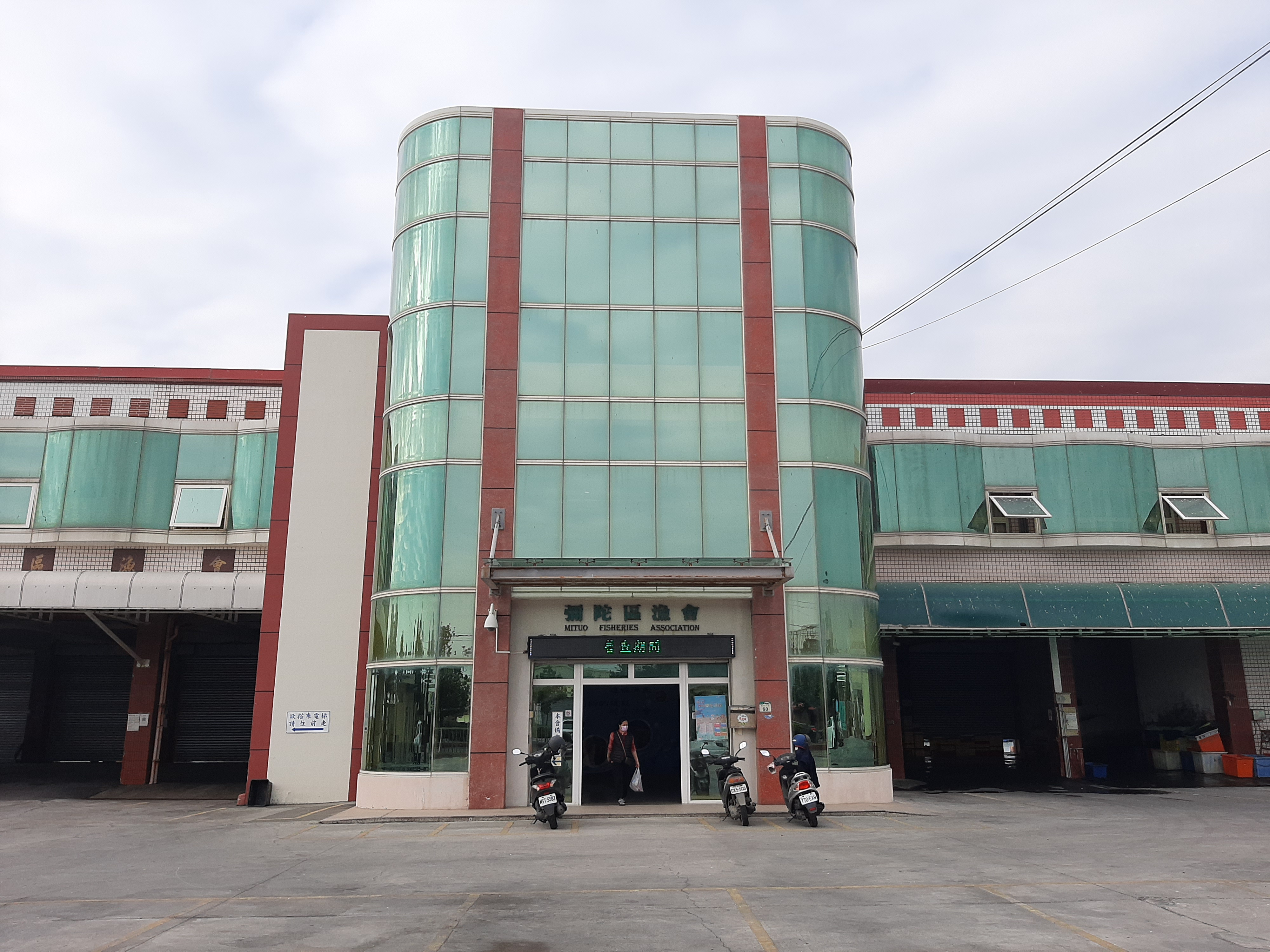
彌陀區漁會為彌陀漁港實際管理者，漁會在漁港旁設有辦公室及魚市場。

本漁港距離北方之興達漁港約有12公里遠，而南方的蚵仔寮漁港則相距4.5公里。本漁港之所在區域轄內共有5個漁村，並因台灣西邊海岸之地形，導致此處缺乏實體港灣屏障，而船隻也因此只得停泊於外海淺灘。平時漁民均使用船筏進行漁獲及補給相關作業，然遇氣候不測時，漁民須冒險衝出海灘，以搶救漁船抑或搶灘登陸，此事導致多起船筏翻覆或相關海難事件。因此高雄市政府海洋局自民國70年（1981年）起進行本漁港之調查及規畫等相關工作，民國72年（1983年）完成規畫並同時動工，且於民國84年（1995年）完工啟用。
目前港灣設施已全部完工，港口之南、北側防波堤及突堤形成消波水域之面積約6.75公頃，並再以南、北側內堤增加港口內波浪之穩靜度。此港之泊地約有4.52公頃，碼頭水深3.0公尺，而長度則有946公尺，可容納50噸級以下漁船200艘及動力漁筏100艘在此卸魚、避風、保養、補給或休息。此港另附設部分陸上設施：魚市場、冷凍製冰廠、活魚蓄養池、停車場、曳船道等。

## 利用狀況

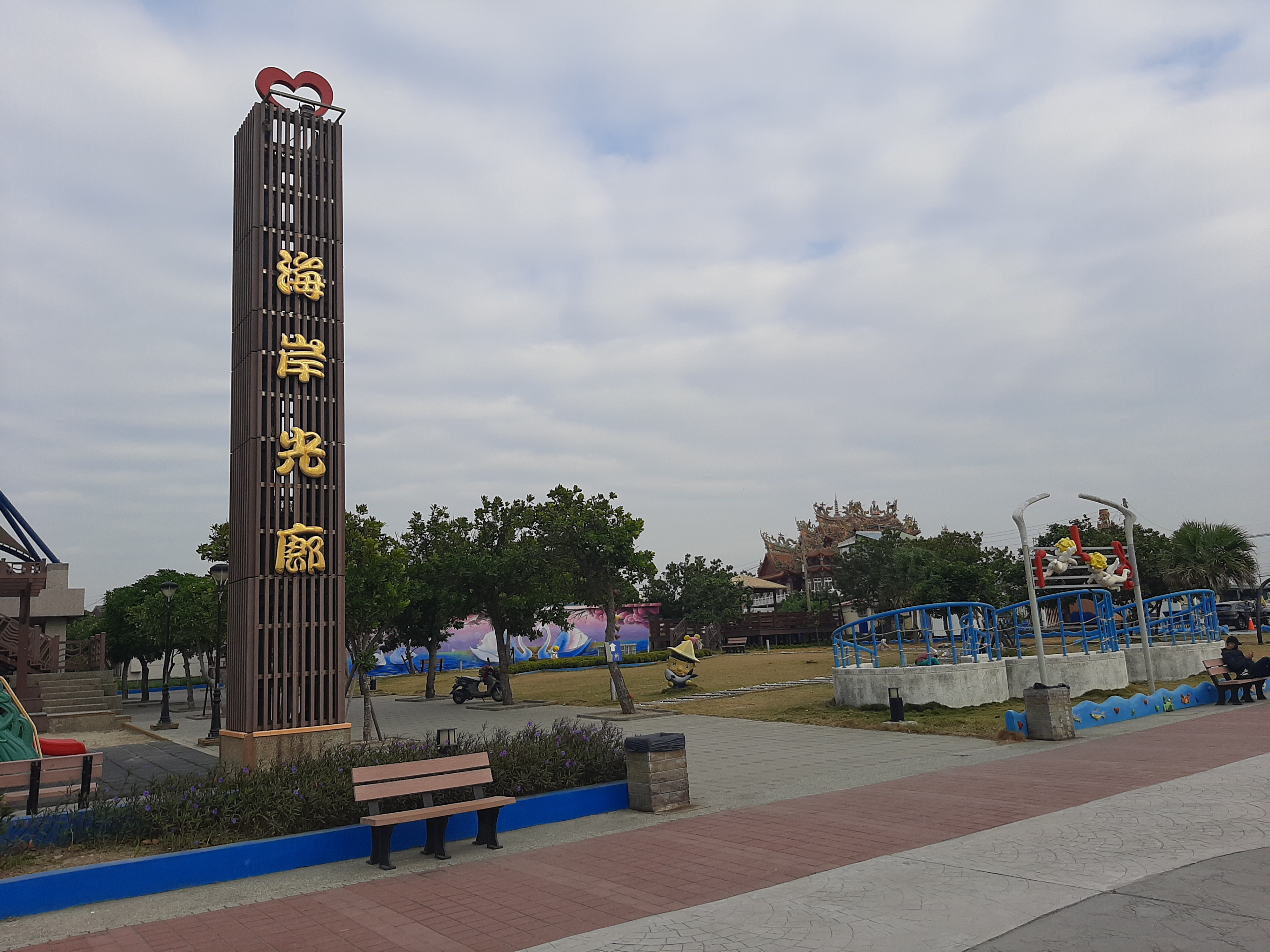
南寮海岸光廊為彌陀漁港旁的觀光遊憩區

為具有觀光、漁業雙用途之漁港。附設之漁市為早市，船隻於下午出港並於隔日清晨返回，而此處的漁獲也因此是在早上進行交易居多，對象以黑口魚、晚鮸魚、瓜子、加臘為大宗。順道一提，北方的興達漁港附設漁市為黃昏魚市，恰與此漁市有互補的效用。另以增進觀光效益為由，漁市會於假日兩天全天候營業，供觀光客參觀及消費，此時花蟹、虱目魚為重要商品。除此之外，高雄市政府亦已啟動「彌陀南寮漁港海岸光廊」之相關工程，在港區內興建350公尺長之海岸景觀步道與相關設施，包括裝置藝術、戲沙區及防波堤彩繪等，讓此處成為高雄市重要親水景點。

## 交通

### 主要道路
- 西部濱海公路（中南段）
- 高26線區道

### 公車
- 高雄客運：8018（需步行300公尺）、8045（需步行1公里）[6]

### 公共自行車
- 高雄市公共自行車租賃系統：
  - 彌陀漁民活動中心：漁港一街91號前廣場

## 外部連結
- 彌陀區漁會